# Core 'ngrato (chanson)
Pour les articles homonymes, voir Core 'ngrato.
Core 'ngrato (Cœur ingrat en napolitain) est une chanson populaire napolitaine écrite par le poète Riccardo Cordiferro (it) et mise en musique par Salvatore Cardillo en 1911. Enrico Caruso est le premier à la chanter. De nombreux chanteurs d'opéra ou non la reprendront par la suite : Roberto Murolo, Tino Rossi, Franco Corelli, Mario Lanza, Luciano Pavarotti, Placido Domingo, Andrea Bocelli, Jonas Kaufmann, etc.

## Paroles
Comme beaucoup de chansons napolitaines, Core 'ngrato traite du sujet de l'amour non partagé ou de la rupture. La chanson serait dédiée à une certaine Catherine (« Catarì » en est le vocatif en napolitain) au moment où cette dernière abandonne l'auteur.
| Catarì, Catarì, Pecchè me dice sti parole amare, Pecchè me parle e 'o core Me turmiente Catari? Nun te scurdà ca t'aggio date 'o core, Catarì Nun te scurdà! Catarì, Catarì, che vene a dicere Stu parlà, che me dà spaseme? Tu nun 'nce pienze a stu dulore mio Tu nun 'nce pienze tu nun te ne cure Core, core 'ngrato T'aie pigliato 'a vita mia Tutt' è passato E nun 'nce pienze cchiù! Catarì, Catarì, Tu nun 'o saie ca 'nfin 'int'a 'na chiesa Io so' trasuto e aggio priato a Dio, Catarì E l'aggio ditto pure a 'o cunfessore: I' sto a murì Pe' chella llà! Sto a suffrì, Sto a suffrì, nun se po' credere, Sto a suffrì tutte li strazie! E 'o cunfessore ch'è persona santa, M'ha ditto: Figlio mio, lassala sta', lassala sta' Core, core 'ngrato T' aie pigliato 'a vita mia Tutt' è passato E nun 'nce pienze cchiù! | Catarì, Catarì, Pourquoi me dire ces paroles amères, Pourquoi tu me parles Et tu me tourmentes le cœur, Catarì ? N'oublie pas que je t'ai déjà donné mon cœur, Catarì N'oublie pas ! Catarì, Catarì, que veulent dire Ces paroles qui me donnent des spasmes ? Toi, tu ne penses pas à ma douleur Toi, tu n'y penses pas, tu ne t'en soucies pas Cœur, cœur ingrat Tu as volé ma vie Tout est fini Et tu n'y penses plus Catarì, Catarì, Tu ne le sais pas, que même jusqu'à dans l'église Je suis rentré et j'ai prié Dieu, Catarì Et je l'ai même dit au confesseur : Je suis en train de mourir Pour celle là! Je souffre, Je souffre, vous ne pouvez pas le croire, Je souffre tous les tourments! Et le confesseur, personne sainte, M'a dit : Mon fils, laisse la, laisse la Cœur, cœur ingrat Tu as volé ma vie Tout est fini Et tu n'y penses plus |